# Konference v Lu-šanu
Konference v Lu-šanu (čínsky 庐山会议, pinyin lúshān huìyì) byla oficiálně 8. plénem Ústředního výboru Komunistické strany Číny. Konala se od 2. července do 16. srpna 1959. Název konference vychází z místa konání, kterým byla hora Lu-šan. Nachází se poblíž města Ťiou-ťiang na jihozápadě provincie Ťiang-si. Původním cílem konference bylo zhodnotit vývoj Číny za rok 1958 a vyřešit praktické otázky.

## Obsah
Během konference dne 14. července napsal ministr obrany maršál Pcheng Te-chuaj dopis Mao Ce-tungovi, ve kterém poukázal na ekonomické a politické problémy, které se objevily během Velkého skoku vpřed. Na podzim roku 1958 navštívil Pcheng svoji rodnou provincii Che-nan, kde spatřil neobdělaná pole a hladem umírající rolníky. Zároveň se přesvědčil o nedůvěryhodnosti místních stranických úředníků. V dopise informoval především o zhoršení života rolníků. Kromě toho tvrdil, že levicové chyby byly zakořeněny v „buržoazním fanaticismu“ a považoval za chybu pokračovat ve Velkém skoku. Pchenga podpořil člen politbyra Čang Wen-tchien, generál armády Chuang Kche-čcheng a tajemník strany v provincii Chu-nan Čou Siao-čou. Mao jeho dopis považoval za osobní útok a Pchengovu zradu. Dne 23. července zkritizoval Pchenga a označil ho i jeho následovníky za pravičáky. Mao se hájil tvrzením, že i spisovatelé jako Konfucius, Karl Marx nebo Lenin udělali chyby, ale soustředěnost na chyby nic nevyřeší. Pchengovi byla odebrána pozice ve straně i v Lidové osvobozenecké armádě. Od té doby žil v domácím vězení. Napsal spoustu dopisů adresovaných Maovi a Ústřednímu výboru, ale to situaci nezlepšilo. Na jeho místo nastoupil Lin Piao.
Pcheng Te-chuaj dříve podnikl cestu do Evropy (mimo jiné také do Československa) a v Albánii se setkal s Chruščovem, se kterým otevřeně hovořil o problémech Číny. Dopis adresovaný Maovi pravděpodobně tedy posloužil jako motiv k sesazení Pchenga.
Maovo vítězství nad Pchengem nepřerušilo Velký skok vpřed, kromě toho bylo obviněno více než 3 miliony členů strany.